# Drosophila spadicifrons
Drosophila spadicifrons är en tvåvingeart som beskrevs av Patterson och Gordon Mainland 1944. Drosophila spadicifrons ingår i släktet Drosophila och familjen daggflugor.
Artens utbredningsområde är Mexiko.